# Serie 1 (DBU Jylland)
 For alternative betydninger, se Serie 1. (Se også artikler, som begynder med Serie 1)
Serie 1 (JBU) er den sjettebedste fodboldrække (en blandt flere) i Danmarksturneringen.
Det er den næstbedste fodboldrække for herrer administreret af lokalunionen Jydsk Boldspil-Union (JBU). Serien består af i alt 48 hold, opdelt i 6 puljer med hver 8 hold. Fodboldrækkens turnering følger kalenderåret med start i foråret og afslutning i efteråret. De bedstplacerede hold rykker op i Jyllandsserien (fodbold).
| Fodbold | Spire Denne artikel om en fodboldturnering er en spire som bør udbygges. Du er velkommen til at hjælpe Wikipedia ved at udvide den. |